# Manuel Polster
Manuel Polster (* 23. Dezember 2002 in Wien) ist ein österreichischer Fußballspieler.

## Karriere

### Verein
Polster begann seine Karriere beim SV Langenzersdorf. Zur Saison 2015/16 kam er in die AKA St. Pölten. Zur Saison 2019/20 wechselte er in die U-19 des VfL Wolfsburg. Nach zwei Jahren in Wolfsburg wechselte er zur Saison 2021/22 zur viertklassigen Reserve des VfB Stuttgart. Für Stuttgart II kam er in der Saison 2021/22 zu 34 Einsätzen in der Regionalliga, in denen er sechs Tore erzielte.
Zur Saison 2022/23 kehrte Polster nach Österreich zurück und schloss sich dem Bundesligisten FK Austria Wien an, bei dem er einen bis Juni 2025 laufenden Vertrag erhielt. Bei der Austria debütierte er zunächst im Juli 2022 gegen den FC Liefering allerdings für die zweite Mannschaft in der 2. Liga. Im September 2022 folgte dann sein Debüt in der Bundesliga. Insgesamt kam er zu 42 Bundesligaeinsätzen für die Austria, in denen er einmal traf.
Zur Saison 2024/25 wechselte Polster in die Schweiz zum FC Lausanne-Sport.

### Nationalmannschaft
Polster spielte im April 2017 erstmals für eine österreichische Jugendnationalauswahl. Im September 2018 debütierte er gegen Zypern für die österreichische U-17-Auswahl. Mit dieser nahm er 2019 auch an der EM teil. Bei dieser kam er zu drei Einsätzen, mit Österreich schied er jedoch punktelos als Letzter der Gruppe D in der Vorrunde aus.
Im September 2019 spielte er gegen Irland erstmals für das U-18-Team. Im November 2022 gab er gegen die Türkei sein Debüt im U-21-Team.